# 성득환
성득환(成得煥, 1898년 8월 23일 ~ 1969년?)은 대한민국의 국회의원이었다.

## 생애
일본 주오 대학 경제과를 졸업하고, 한성은행 본점 및 지점에 12년간 근무하였다.
1950년 충북 영동군 영동읍에 남해사(南海社)를 경영하고 있었다. 1950년 제2대 국회의원이 되었고, 민주국민당 중앙집행위원을 지냈다. 또한 영동석유판매조합장, 영동양곡도정(擣精)조합장, 공영사(共榮社) 상무를 지냈다. 부산 정치 파동 중 발췌개헌안 표결 때 출석하지 않은 5명 중 한 사람이다.

## 역대 선거 결과
| 실시년도 | 선거   | 대수 | 직책     | 선거구      | 정당       | 득표수  | 득표율          | 순위 | 당락 | 비고 |
| -------- | ------ | ---- | -------- | ----------- | ---------- | ------- | --------------- | ---- | ---- | ---- |
| 1950년   | 총선   | 2대  | 국회의원 | 충북 영동군 | 민주국민당 | 4,342표 | \| \| 11.57% \| | 1위  |      | 초선 |
|          | 11.57% |      |          |             |            |         |                 |      |      |      |

## 참고자료
- 성득환 - 대한민국헌정회
- 한국근현대인물자료 (국사편찬위원회)